# ان‌جی‌سی ۷۰۵۱
ان‌جی‌سی ۷۰۵۱ (انگلیسی: NGC 7051) یک کهکشان مارپیچی میله‌ای است که در فاصله ۱۰۰ میلیون سال نوری در صورت فلکی دلو قرار دارد. این کهکشان در ۳۰ ژوئیه ۱۸۲۷ توسط ستاره شناس جان هرشل کشف شد.